# Вахліовський Антон Сергійович
Антон Сергійович Вахліовський (нар. 20 червня 1984, Вінниця) — український актор театру та кіно.

## Життєпис
Народився у Вінниці 20 червня 1984 року.
2006-го закінчив Київський національний університет театру, кіно та телебачення ім. І.К. Карпенка-Карого (курс народного артиста України та Росії Едуарда Митницького). З 2003 працює у Київському театрі драми і комедії на лівому березі Дніпра.

## Ролі в театрі
Київський академічний театр драми і комедії на лівому березі Дніпра
- 1997 (введення з 2002) — «Кручений біс» Федора Сологуба; реж. Юрій Одинокий — Сашко Пильніков
- 1997 (введення з 2005) — «Рогоносець» Фернана Кроммелінка; реж. Олексій Лісовець — Хлопець з Осткерку
- 2004 — «Тайна королівського палацу» — Хлопчик
- 2005 — «Ромео и Джульетта» — Поліцейський, Музикант, Слуга Капулетті
- 2006 — «Голубчики мої!..» за творами Федора Достоєвського та Олександра Володіна — Валєра, Секретар суду
- 2007 — «Рожевий міст» Роберта Воллера; реж. Катерина Степанкова — Майкл Джонсон
- 2007 — «Небезпечні зв'язки» — Слуга
- 2008 — «Річард ІІІ» за однойменною п'єсою Вільяма Шекспіра; реж. Андрій Білоус — Принц Уельський
- 2008 — «Том Сойер» Ярослава Стельмаха за мотивами романа Марка Твена — Том Сойєр
- 2009 — «Играем Чонкина» за романом «Жизнь и необычайные приключения солдата Ивана Чонкина» В. Войновича — Пілот
- 2010 — «Три сестри» Антона Чехова; реж. Едуард Митницький — Володимир Карлович Роде
- 2010 — «Возвращение блудного отца» — Син
- 2011 — «Гости грядут в полночь» за п'єсою «Прощання Дон Жуана» А. Міллера — Корнет
- 2011 — «Пассажир в чемодане» за п'єсою «Біля ковчегу о восьмій» У. Хуба — Другий Пінгвін

Антреприза
- 2009 — «Мещанин во дворянстве» Мольєра — Клеонт

## Фільмографія
- 2007 — Серцю не накажеш (телесеріал) — епізод
- 2008 — Дім, милий дім — Шурик
- 2011 — Повернення Мухтара–7 — Друг Юрлова
- 2011 — Темні води — Умка
- 2011 — Чемпионы из подворотни — Професор
- 2012 — Жіночий лікар (телесеріал) — Ігор Пантєлєєв